# Maralaiahna Koppalu, Hunsur
Maralaiahna Koppalu là một làng thuộc tehsil Hunsur, huyện Mysore, bang Karnataka, Ấn Độ.